# Melanoplus devius
Melanoplus devius är en insektsart som beskrevs av Morse 1904. Melanoplus devius ingår i släktet Melanoplus och familjen gräshoppor. Inga underarter finns listade i Catalogue of Life.